# أوبري فيست
أوبري فيست (بالإنجليزية: Aubrey Feist)‏ (26 ديسمبر 1903، نورتش في المملكة المتحدة - 1976)؛ كاتِب مُتخصِّص في أدب الأطفال، سيناريست وروائي بريطاني.